# Patrick Sercu
Patrick Sercu (Roeselare, 27 giugno 1944 – Roeselare, 19 aprile 2019) è stato un pistard e ciclista su strada belga, tra i più polivalenti corridori su pista di sempre: fu l'unico a vincere gare in cinque specialità diverse, ovvero velocità, omnium, americana, chilometro da fermo e cronometro
Tra i dilettanti fu campione mondiale nella velocità nel 1963 e campione olimpico a Tokyo 1964 nel chilometro da fermo. Professionista dal 1965 al 1983, vinse due titoli mondiali di velocità, nel 1967 e 1969, e soprattutto 88 Sei giorni, un record assoluto, venendo per questo soprannominato "Il Re delle Sei Giorni". Attivo anche su strada, si aggiudicò tredici tappe al Giro d'Italia e sei al Tour de France, corsa in cui vinse anche una classifica a punti nel 1974..

## Carriera
Figlio di Albert Sercu, anch'egli ciclista professionista, medaglia d'argento ai campionati del mondo 1947, ottenne la prima vittoria l'11 ottobre 1959 a Vlamertinge. Tra i dilettanti su pista si aggiudicò il titolo mondiale di velocità nel 1963 e la medaglia d'oro ai Giochi olimpici di Tokyo 1964 nel chilometro da fermo.
Professionista su pista dal 1965 al febbraio 1983, vanta all'attivo la partecipazione a 223 Sei giorni, con 88 vittorie (record, da cui il suo soprannome di "Re delle Sei Giorni"): tra queste, undici affermazioni a Gand, otto a Dortmund e Londra, sette a Berlino, sei a Rotterdam e Anversa. Da professionista vinse anche due titoli mondiali nella velocità, nel 1967 su Giuseppe Beghetto e nel 1969 su Robert Van Lancker, oltre a due medaglie d'argento di specialità, nel 1965 e 1968. Vinse anche diciotto titoli europei, undici nell'omnium, sei nell'americana e uno nel derny, e trenta titoli nazionali.
Su strada vestì la divisa di formazioni come Solo-Superia (che lo lanciò al professionismo nel 1965), Flandria, Faema, Dreher/Brooklyn e Fiat France. Fu uno specialista degli arrivi in volata, vincendo più di sessanta corse, fra le quali tredici tappe al Giro d'Italia e sei al Tour de France, corsa in cui si aggiudicò anche la classifica a punti dei velocisti nel 1974. Ottenne piazzamenti di rilievo anche nelle classiche monumento, con sette piazzamenti complessivi fra i primi dieci, tre alla Milano-Sanremo, con un quinto posto nell'edizione 1973, tre al Giro delle Fiandre e uno alla Parigi-Roubaix, e si aggiudicò alcune corse di un giorno come la Sassari-Cagliari e la Kuurne-Bruxelles-Kuurne. Nel 1974 partecipò anche ai campionati del mondo di Montréal. Concluse la carriera da stradista nel 1980.

## Palmarès

### Strada
- 1968 (Faema, una vittoria)

Circuit de Flandre centrale
- 1969 (Faema, due vittorie)

Omloop Leiedal - Bavikhove
5ª tappa Tirreno-Adriatico (San Benedetto del Tronto > San Benedetto del Tronto)
- 1970 (Dreher, quattro vittorie)

3ª tappa Giro di Sardegna (Cagliari > Oristano)
Classifica generale Giro di Sardegna
3ª tappa Tirreno-Adriatico (Pescasseroli > Pineto)
5ª tappa Giro d'Italia (Lodi > Zingonia)
- 1971 (Dreher, cinque vittorie)

Grote Bankprijs Roeselare
2ª tappa Giro di Sardegna (Cagliari > Oristano)
1ª tappa, 1ª semitappa Tour de Romandie (Ginevra > Losanna)
13ª tappa Giro d'Italia (Salò > Chioggia-Sottomarina Lido)
14ª tappa Giro d'Italia (Chioggia > Bibione)
- 1972 (Dreher, quattro vittorie)

3ª tappa Tirreno-Adriatico (Pescasseroli > Alba Adriatica)
5ª tappa Giro di Sardegna (Sassari > Santa Teresa di Gallura)
Kampioenschap van Vlaanderen
Omloop van het Houtland
- 1973 (Brooklyn, cinque vittorie)

Circuit des 11 villes
Maaslandse Pijl
Sassari-Cagliari
2ª tappa Giro di Puglia (Lecce > Trani)
9ª tappa Giro d'Italia (Carpegna > Alba Adriatica)
- 1974 (Brooklyn, dieci vittorie)

Omloop der Vlaamse Ardennen - Ichtegem
2ª tappa Giro di Sardegna (Sant'Antioco > Sant'Antioco)
3ª tappa Giro di Sardegna (Cagliari > Bosa)
5ª tappa Giro di Sardegna (Porto Torres > Nuoro)
2ª tappa Giro d'Italia (Formia > Pompei)
10ª tappa Giro d'Italia (Carpegna > Modena)
11ª tappa Giro d'Italia (Il Ciocco > Forte dei Marmi)
3ª tappa Tour de France (Morlaix > Saint-Malo)
4ª tappa Tour de France (Saint-Malo > Caen)
8ª tappa Tour de France (Chaumont > Besançon)
- 1975 (Brooklyn, nove vittorie)

Circuit du Port de Dunkerque
Omloop der Vlaamse Ardennen - Ichtegem
3ª tappa Tirreno-Adriatico (Subiaco > Tortoreto Lido)
2ª tappa Tour de Romandie (Sainte-Croix > Porrentruy)
5ª tappa, 1ª semitappa Tour de Romandie (Verbier > Lancy)
2ª tappa Giro d'Italia (Modena > Ancona)
12ª tappa Giro d'Italia (Chianciano Terme > Forte dei Marmi)
17ª tappa Giro d'Italia (Omegna > Pontoglio)
3ª tappa Giro di Sardegna (Sassari > Santa Teresa di Gallura)
- 1976 (Brooklyn, cinque vittorie)

4ª tappa Giro di Sardegna (Oristano > Nuoro)
4ª tappa Giro di Puglia (Manfredonia > Palese Macchie)
1ª tappa, 1ª semitappa Giro d'Italia (Catania > Catania)
1ª tappa, 2ª semitappa Giro d'Italia (Catania > Siracusa)
10ª tappa Giro d'Italia (Roccaraso > Terni)
- 1977 (Fiat France, quattordici vittorie)

Kuurne-Bruxelles-Kuurne
3ª tappa Tour Méditerranéen (Hyères > Nizza)
4ª tappa Tour Méditerranéen (Cavalaire-sur-Mer > Grasse)
2ª tappa Giro di Sardegna (Cagliari > Cagliari)
3ª tappa Giro di Sardegna (Cagliari > Nuoro)
6ª tappa Parigi-Nizza (Le Lavandou > Draguignan)
7ª tappa, 1ª semitappa Parigi-Nizza (Draguignan > Nizza)
3ª tappa Critérium du Dauphiné Libéré
4ª tappa, 1ª semitappa Critérium du Dauphiné Libéré
4ª tappa, 2ª semitappa Critérium du Dauphiné Libéré
7ª tappa, 1ª semitappa Critérium du Dauphiné Libéré
7ª tappa, 1ª semitappa Tour de France (Jaunay-Clan > Angers)
12ª tappa Tour de France (Roubaix > Charleroi)
13ª tappa, 1ª semitappa Tour de France (Friburgo in Brisgovia > Friburgo in Brisgovia)
- 1978 (Marc, due vittorie)

1ª tappa, 2ª semitappa Giro del Belgio (Denderleeuw > Waarschoot)
Circuit des régiones frontières - Ledegem
- 1979 (Marc, due vittorie)

Grand Prix Union-Brauerei
5ª tappa, 2ª semitappa Giro di Germania (Essen > Dortmund)
- 1980 (Marc, una vittoria)

Circuit du Sud-Ouest

#### Altri successi
- 1965 (Solo-Superia)

Criterium di Harelbeke
- 1966 (Solo-Superia)

Criterium di Bourcefranc-le-Chapus
- 1967 (Flandria)

Criterium di Gand
- 1968 (Faema)

Criterium di Meerhout
- 1970 (Dreher)

Criterium di Harelbeke
- 1971 (Dreher)

Criterium di Sint-Niklaas
Criterium di Cittadella
Criterium di Izegem
- 1972 (Dreher)

Criterium di Harelbeke
Criterium di Oostrozebeke
- 1974 (Brooklyn)

Criterium di Bruxelles-Ingooigem
Criterium di Kustpijl Knokke Heist
Criterium di Rodez
Classifica a punti Tour de France
- 1975 (Brooklyn)

Circuito di Poperinge
Circuito di Zwijndrecht
Criterium di Izegem
Criterium di Oosterhout
- 1976 (Brooklyn)

Circuito di Nantes
- 1977 (Fiat France)

Criterium di Erembodegem
Circuito di Garancières-en-Beauce
Circuito di Bussières
Circuito di Copenaghen
- 1978 (Marc)

Criterium di Beveren-Leie
Criterium di Hank
- 1979 (Marc)

Criterium di Levanger
- 1980 (Marc)

Circuito di Mol
Criterium di Izegem
Circuito di Krefeld
- 1981 (I.W.C.)

Criterium di Beringen
- 1982 (I.W.C.)

Criterium di Mortsel

### Pista
- 1962

Campionati belgi, Velocità dilettanti
Campionati belgi, Americana dilettanti (con Romain De Loof)
- 1963

Campionati belgi, Velocità dilettanti
Campionati belgi, Americana dilettanti (con Romain De Loof)
Campionati belgi, Omnium dilettanti
Campionato del mondo, Velocità dilettanti
- 1964

Giochi olimpici, Chilometro da fermo
Campionati belgi, Velocità dilettanti
Campionati belgi, Americana dilettanti (con Eddy Merckx)
Campionati belgi, Omnium dilettanti
- 1965

Sei giorni di Gand (con Eddy Merckx)
Campionati europei, Omnium
Campionati belgi, Velocità dilettanti
Campionati belgi, Omnium dilettanti
- 1966

Sei giorni di Francoforte sul Meno (con Klaus Bugdahl)
Campionati belgi, Americana (con Eddy Merckx)
Campionati belgi, Omnium
- 1967

Campionato del mondo, Velocità
Sei giorni di Charleroi (con Ferdinand Bracke)
Sei giorni di Münster (con Klaus Bugdahl)
Sei giorni di Colonia (con Klaus Bugdahl)
Sei giorni di Gand (con Eddy Merckx)
Sei giorni di Montréal (con Emile Severeyns)
Campionati europei, Omnium
Campionati belgi, Velocità
Campionati belgi, Americana (con Eddy Merckx)
Campionati belgi, Omnium
- 1968

Sei giorni di Londra (con Peter Post)
Sei giorni di Rotterdam (con Peter Post)
Sei giorni di Francoforte sul Meno (con Rudi Altig)
Sei giorni di Dortmund (con Rudi Altig)
Campionati europei, Omnium
Campionati europei, Americana (con Peter Post)
Campionati belgi, Velocità
Campionati belgi, Americana (con Eddy Merckx)
Campionati belgi, Omnium
- 1969

Campionato del mondo (Velocità)
Sei giorni di Charleroi (con Norbert Seeuws)
Sei giorni di Londra (con Peter Post)
Sei giorni di Francoforte sul Meno (con Peter Post)
Sei giorni di Dortmund (con Peter Post)
Sei giorni di Brema (con Peter Post)
Campionati europei, Omnium
Campionati europei, Americana (con Eddy Merckx)
Campionati belgi, Velocità
Campionati belgi, Americana (con Rik Van Looy)
- 1970

Sei giorni di Londra (con Peter Post)
Sei giorni di Rotterdam (con Peter Post)
Sei giorni di Colonia (con Peter Post)
Sei giorni di Brema (con Peter Post)
Sei giorni di Gand (con Jean-Pierre Monseré)
Campionati europei, Omnium
Campionati belgi, Americana (con Norbert Seeuws)
- 1971

Sei giorni di Londra (con Peter Post)
Sei giorni di Francoforte sul Meno (con Peter Post)
Sei giorni di Berlino (con Peter Post)
Sei giorni di Gand (con Roger De Vlaeminck)
Campionati europei, Omnium
Campionati belgi, Omnium
- 1972

Sei giorni di Londra (con Tony Gowland)
Sei giorni di Dortmund (con Alain Van Lancker)
Sei giorni di Gand (con Julien Stevens)
Campionati europei, Omnium
Campionati belgi, Americana (con Roger De Vlaeminck)
Campionati belgi, Omnium
- 1973

Sei giorni di Colonia (con Alain Van Lancker)
Sei giorni di Dortmund (con Eddy Merckx)
Sei giorni di Milano (con Julien Stevens)
Sei giorni di Gand (con Graeme Gilmore)
Sei giorni di Grenoble (con Eddy Merckx)
Campionati europei, Omnium
Campionati belgi, Americana (con Julien Stevens)
Campionati belgi, Omnium
- 1974

Sei giorni di Londra (con René Pijnen)
Sei giorni di Dortmund (con René Pijnen)
Sei giorni di Anversa (con Eddy Merckx)
Campionati europei, Americana (con René Pijnen)
Campionati belgi, Americana (con Eddy Merckx)
Campionati belgi, Omnium
- 1975

Sei giorni di Zurigo (con Günter Haritz)
Sei giorni di Berlino (con Dietrich Thurau)
Sei giorni di Brema (con René Pijnen)
Sei giorni di Gand (con Eddy Merckx)
Sei giorni di Anversa (con Eddy Merckx)
Sei giorni di Grenoble (con Eddy Merckx)
Campionati belgi, Americana (con Eddy Merckx)
Campionati belgi, Omnium
- 1976

Sei giorni di Rotterdam (con Eddy Merckx)
Sei giorni di Dortmund (con Freddy Maertens)
Sei giorni di Milano (con Francesco Moser)
Sei giorni di Maastricht (con Graeme Gilmore)
Sei giorni di Anversa (con Eddy Merckx)
Campionati belgi, Americana (con Eddy Merckx)
Campionati belgi, Derny
Campionati belgi, Omnium
- 1977

Sei giorni di Londra (con René Pijnen)
Sei giorni di Monaco di Baviera (con Eddy Merckx)
Sei giorni di Zurigo (con Eddy Merckx)
Sei giorni di Berlino (con Eddy Merckx)
Sei giorni di Gand (con Eddy Merckx)
Sei giorni di Maastricht (con Eddy Merckx)
Sei giorni di Copenaghen (con Ole Ritter)
Sei giorni di Anversa (con Freddy Maertens)
Campionati europei di derny
Campionati europei, Americana (con Eddy Merckx)
Campionati belgi, Americana (con Ferdi Van Den Haute)
Campionati belgi, Omnium
- 1978

Sei giorni di Monaco di Baviera (con Gregor Braun)
Sei giorni di Francoforte sul Meno (con Dietrich Thurau)
Sei giorni di Berlino (con Dietrich Thurau)
Sei giorni di Gand (con Gerrie Knetemann)
Sei giorni di Grenoble (con Dietrich Thurau)
Campionati europei, Americana (con Gregor Braun)
Campionati belgi, Omnium
- 1979

Sei giorni di Londra (con Albert Fritz)
Sei giorni di Rotterdam (con Albert Fritz)
Sei giorni di Monaco di Baviera (con Dietrich Thurau)
Sei giorni di Colonia (con Gregor Braun)
Sei giorni di Hannover (con Albert Fritz)
Sei giorni di Zurigo (con Albert Fritz)
Sei giorni di Dortmund (con Dietrich Thurau)
Sei giorni di Berlino (con Dietrich Thurau)
Campionati belgi, Omnium
- 1980

Sei giorni di Dortmund (con Gregor Braun)
Sei giorni di Berlino (con Gregor Braun)
Sei giorni di Brema (con Albert Fritz)
Sei giorni di Milano (con Giuseppe Saronni)
Sei giorni di Gand (con Albert Fritz)
Sei giorni di Herning (con Gert Frank)
Sei giorni di Copenaghen (con Albert Fritz)
- 1981

Sei giorni di Colonia (con Albert Fritz)
Sei giorni di Milano (con Francesco Moser)
Sei giorni di Gand (con Gert Frank)
Sei giorni di Copenaghen (con Albert Fritz)
Sei giorni di Grenoble (con Urs Freuler)
- 1982

Sei giorni di Rotterdam (con René Pijnen)
Sei giorni di Monaco di Baviera (con René Pijnen)
Sei giorni di Berlino (con Maurizio Bidinost)
Sei giorni di Copenaghen (con René Pijnen)
Sei giorni di Anversa (con Roger De Vlaeminck)
Campionati europei, Americana (con René Pijnen)
- 1983

Sei giorni di Rotterdam (con René Pijnen)
Sei giorni di Copenaghen (con Gert Frank)

## Piazzamenti

### Grandi Giri
- Giro d'Italia

1970: 90º
1971: 69º
1972: fuori tempo massimo (4ª tappa, 1ª semitappa)
1973: 97º
1974: ritirato (16ª tappa)
1975: 67º
1976: ritirato (16ª tappa)
- Tour de France

1974: 89º
1977: fuori tempo massimo (17ª tappa)

### Classiche monumento
- Milano-Sanremo

1969: 11º
1970: ritirato
1971: 31º
1972: 27º
1973: 5º
1974: 116º
1975: 11º
1976: 6º
1977: 8º
1978: ritirato
- Giro delle Fiandre

1970: 7º
1971: 44º
1972: 12º
1973: 9º
1974: 9º
- Parigi-Roubaix

1969: 8º
1970: 18º

### Competizioni mondiali
- Campionati del mondo su strada

Montréal 1974 - In linea: ritirato
- Campionati del mondo su pista

Rocourt 1963 - Velocità: vincitore (cat. Dilettante)
San Sebastián 1965 - Velocità: 2º
Amsterdam 1967 - Velocità: vincitore
Roma 1968 - Velocità: 2º
Brno 1969 - Velocità: vincitore
- Giochi olimpici

Tokyo 1964 - Chilometro da fermo: vincitore

## Primati
- Primati mondiali
  - 500 m partenza lanciata: 29"66 (1964)
  - km da fermo: 1'06"76 (1972)
  - km partenza lanciata: 1'02"46 (1967), 1'02"40 (1973)